# Push to talk
Push to talk (PTT) (англ. Push-to-talk, дос. «натисни щоб говорити») — напівдуплексний стандарт голосового зв'язку з двостороннім радіоінтерфейсом і можливістю передачі сигналу одночасно тільки в одному напрямку. Для переключення між режимами прийому і передачі голосу користувачу необхідно натискати/відпускати відповідну кнопку (тангенту) на радіопристрої.